# سئوگانگ-دونگ
سئوگانگ-دونگ (به لاتین: Seogang-dong) یک منطقهٔ مسکونی در کره جنوبی است که در Mapo District واقع شده‌است.